# 保多河鯨鯰
保多河鯨鯰，為輻鰭魚綱鯰形目鯨形鯰科的其中一種，分布於南美洲哥倫比亞保多河流域，體長可達18.7公分，棲息在底層水域，屬肉食性，生活習性不明。

## 擴展閱讀
維基物種上的相關：保多河鯨鯰